# Liga Príncipe Mohammad bin Salman
A Liga Príncipe Mohammad bin Salman (muitas vezes referida como a Liga MS) é a segunda divisão do futebol profissional na Arábia Saudita. Esta liga está classificada abaixo da Liga Profissional da Arábia Saudita e acima da Segunda Divisão. Todos os clubes da Liga MS se classificam para a Copa do Rei. O Al-Qadsiah é o campeão mais recente, tendo conquistado o título na temporada 2023–24.
O Hajer, o Al Wehda e o Al-Qadsiah são os maiores campeões do torneio, com quatro conquistas, enquanto o Ohod detém o recorde de número de acessos, com oito.

## Participantes (temporada 2018–19)
| Equipe      | Cidade         |
| ----------- | -------------- |
| Abha        | Abha           |
| Al-Adalh    | Al-Hasa        |
| Al-Ain      | Al-Atawilah    |
| Al-Ansar    | Medina         |
| Al-Jabalain | Saudar         |
| Al-Jeel     | Al-Hasa        |
| Al-Kawkab   | Al-Kharj       |
| Al-Khaleej  | Saihat         |
| Al-Mujazzal | Al-Majma'ah    |
| Al-Nahda    | Dammam         |
| Al-Nojoom   | Al-Hasa        |
| Al-Orobah   | Sakakah        |
| Al-Qaisumah | Qaisumah       |
| Al-Shoulla  | Al-Kharj       |
| Al-Tai      | Saudar         |
| Al-Washm    | Shaqraa        |
| Damac       | Khamis Mushait |
| Hajer       | Al-Hasa        |
| Jidá        | Jidá           |
| Najran      | Najrã          |

## Campeões
| Edição  | Campeão       | Vice          |
| ------- | ------------- | ------------- |
| 1976–77 | Al-Ettifaq    | Al-Nahda      |
| 1977–78 | Al-Riyadh     | Al-Tai        |
| 1978–79 | Al-Shabab     | Ohod          |
| 1979–80 | Al-Jabalain   | Al-Riyadh     |
| 1980–81 | Ohod          | Al-Rawdhah    |
| 1981–82 | Não realizado | Não realizado |
| 1982–83 | Al-Wehda      | Al-Riyadh     |
| 1983–84 | Ohod          | Al-Jabalain   |
| 1984–85 | Al-Tai        | Al-Kawkab     |
| 1985–86 | Al-Ansar      | Al-Raed       |
| 1986–87 | Al-Kawkab     | Ohod          |
| 1987–88 | Hajer         | Al-Rawdhah    |
| 1988–89 | Al-Riyadh     | Al-Raed       |
| 1989–90 | Al-Najma      | Al-Arabi      |
| 1990–91 | Al-Nahda      | Ohod          |
| 1991–92 | Al-Raed       | Al-Najma      |
| 1992–93 | Al-Nahda      | Ohod          |
| 1993–94 | Al-Najma      | Al-Rawdhah    |
| 1994–95 | Al-Tai        | Al-Taawoun    |
| 1995–96 | Al-Wehda      | Al-Ansar      |
| 1996–97 | Al-Taawoun    | Al-Shoulla    |
| 1997–98 | Hajer         | Al-Ansar      |
| 1998–99 | Sdoos         | Al-Raed       |
| 1999–00 | Al-Ansar      | Al-Qadsiah    |
| 2000–01 | Al-Tai        | Al-Shoulla    |
| 2001–02 | Al-Qadsiah    | Al-Raed       |
| 2002–03 | Al-Wehda      | Al-Khaleej    |
| 2003–04 | Ohod          | Al-Ansar      |
| 2004–05 | Al-Hazem      | Abha          |
| 2005–06 | Al-Khaleej    | Al-Faisaly    |
| 2006–07 | Al-Watani     | Najran        |
| 2007–08 | Al-Raed       | Abha          |
| 2008–09 | Al-Qadsiah    | Al Fateh      |
| 2009–10 | Al-Faisaly    | Al-Taawoun    |
| 2010–11 | Hajer         | Al-Ansar      |
| 2011–12 | Al-Shoulla    | Al-Wehda      |
| 2012–13 | Al-Orobah     | Al-Nahda      |
| 2013–14 | Hajer         | Al-Khaleej    |
| 2014–15 | Al-Qadsiah    | Al-Wehda      |
| 2015–16 | Al-Ettifaq    | Al-Batin      |
| 2016–17 | Al-Fayha      | Ohod          |
| 2017–18 | Al Wehda      | Al-Hazem      |
| 2018–19 | Abha          | Damac         |
| 2019–20 | Al-Batin      | Al-Qadsiah    |
| 2020–21 | Al-Hazem      | Al-Fayha      |

#### Títulos por clube
| Clube      | Títulos | Anos dos títulos       |
| ---------- | ------- | ---------------------- |
| Hajer      | 4       | 1988, 1998, 2011, 2014 |
| Al-Wehda   | 4       | 1983, 1996, 2003, 2018 |
| Al-Tai     | 3       | 1985, 1995, 2001       |
| Ohod       | 3       | 1981, 1984, 2004       |
| Al-Qadsiah | 3       | 2002, 2009, 2015       |
| Al-Riade   | 2       | 1978, 1989             |
| Al-Nahda   | 2       | 1991, 1993             |
| Al-Najma   | 2       | 1990, 1994             |
| Al-Ansar   | 2       | 1986, 2000             |
| Al-Raed    | 2       | 1992, 2008             |
| Al-Ettifaq | 2       | 1977, 2016             |
| Al-Shabab  | 1       | 1979                   |
| Al-Jabalin | 1       | 1980                   |
| Al-Kawkab  | 1       | 1987                   |
| Al Taawoun | 1       | 1997                   |
| Sdoos      | 1       | 1999                   |
| Al-Hazem   | 1       | 2005                   |
| Al-Khaleej | 1       | 2006                   |
| Al-Watani  | 1       | 2007                   |
| Al-Faisaly | 1       | 2010                   |
| Al-Shoulla | 1       | 2012                   |
| Al-Orobah  | 1       | 2013                   |
| Al-Fayha   | 1       | 2017                   |
| Abha       | 1       | 2019                   |